# Спостережне дерево
Спостережне дерево (англ. observation tree), також відоме як камуфляжне дерево (англ. camouflage tree) та фальшиве дерево (англ. fake tree) — спостережні пости, розміщені в полих металевих циліндрах, закамуфльованих під мертві дерева, що використовувались в окопній війні під час Першої світової війни. Запропоновані в 1915 році французьким художником Люсьєном-Віктором Гіраном де Сева, коли він очолював Відділ камуфляжу французької армії.
Спостережні дерева використовувалися збройними силами Франції, Великобританії та Німеччини. Німецької мовою зазвичай називались сторожеве дерево (нім. Baumbeobachter).

## Історія

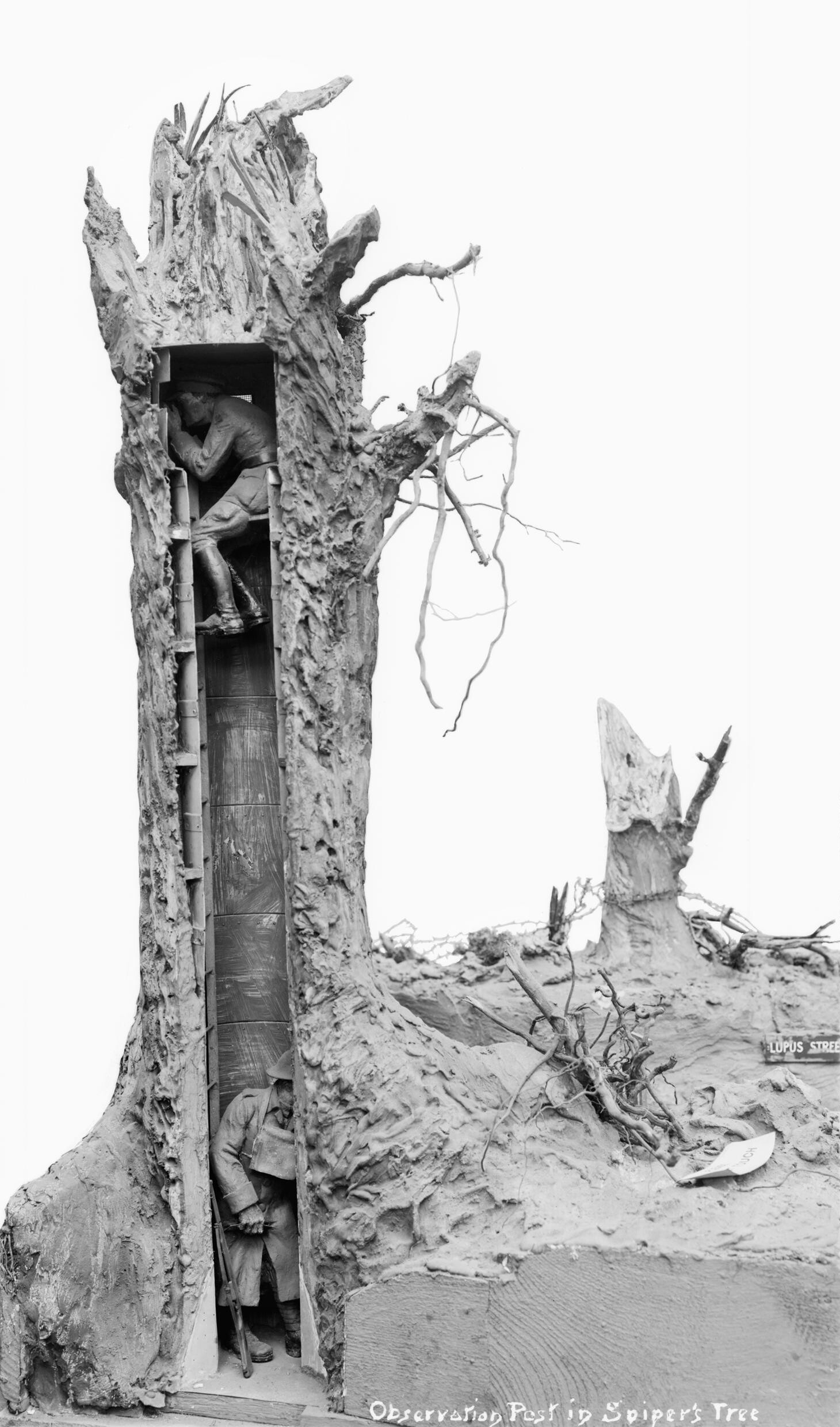
Розріз камуфляжного дерева (Імперський воєнний музей)

Під час Першої світової війни обидві сторони на Західному фронті вели окопну війну, що ускладнювало спостереження за діяльністю ворожих сил.
Камуфляжне дерево було винайдено французьким художником Люсьєном-Віктором Гіраном де Сева, керівником Відділу камуфляжу французької армії, на прохання генерала Едуара де Кастельно. Вперше конструкція була використана у травні 1915 року під час другої битви при Артуа.

Згодом французька армія поділилася проектом з британською армією, яка доручила Соломону Джозефу Соломону керувати проектом створення британських камуфляжних дерев. Соломон доручив художнику та скульптору Леону Андервуду з Секції камуфляжу Корпусу королівських інженерів побудувати дерево. Андервуд вибрав мертву вербу на нічийній території між траншеями та намалював її. Його ескізи були використані для створення копії, яка містила оглядову вежу зі сталевою бронею та перископ для захисту користувача. Однієї ночі в березні 1916 року оригінальне дерево було зрізано та замінено камуфляжним спостережним деревом.

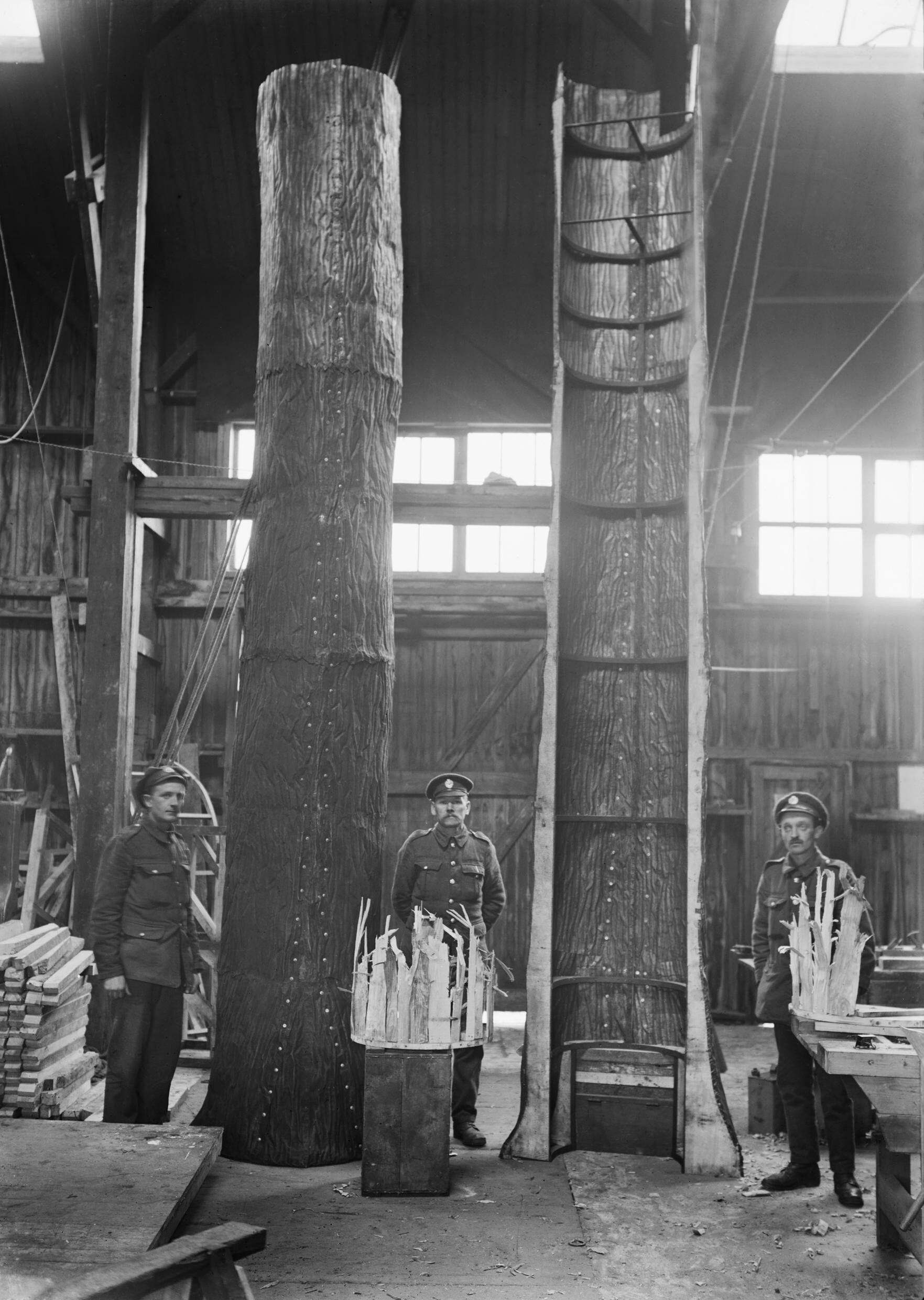
Складові стовбура спостережного дерева заввишки приблизно 6 метрів у майстерні

Німецькі збройні сили використовували камуфляжне дерево в 1917 році в лісі Oosttaverne біля Мессіна, Бельгія, під час битви при Мессіне. В німецькій конструкції оглядовий отвір закривався дротяною сіткою.

## Конструкція
Всередині штучне дерево було порожнім, а штучна кора оточувала внутрішню броньовану трубу, яка захищала солдата всередині від куль. Солдат піднімався по вузькій мотузяній драбині через центр дерева і сідав на металеве сидіння вгорі. Наверху дерева робились приховані оглядові отвори для спостерігача, який за допомогою перископа чи телескопа спостерігав за навколишнім середовищем, а потім передавав побачене солдатам внизу.
Щоб зробити кору більш реалістичною, металевий ствол дерева покрили грубою, текстурованою сумішшю, виготовленою з таких матеріалів, як розмелені мушлі.

## Спадщина
Британське камуфляжне дерево знаходиться в постійній колекції Галерей Першої світової війни Імперського військового музею.
Австралійський військовий меморіал демонстрував німецьке камуфляжне дерево під час сторіччя Першої світової війни.